# Isobuteen
Isobuteen is de triviale naam van 2-methylpropeen. Het is een van de isomeren van buteen, de verzamelnaam voor alkenen met vier koolstofatomen en een dubbele binding. Bij standaardomstandigheden van druk en temperatuur is het een kleurloos, licht ontvlambaar gas. Het is een industrieel belangrijke chemische verbinding.

## Toepassingen
Isobuteen is het uitgangsproduct voor de synthese van talrijke producten zoals butylrubber, polyisobuteen, vertakte aldehyden (bijvoorbeeld 3-methylbutanal), carbonzuren, alcoholen (bijvoorbeeld tert-butanol) en alkenen. Het wordt gebruikt als alkyleringsmiddel, in het bijzonder voor de synthese van tert-butylhoudende aromatische verbindingen, zoals de antioxidanten BHT en BHA.
Een belangrijke toepassing van isobuteen is ook de productie van methyl-tert-butylether, meestal afgekort tot MTBE, dat een additief is van benzine.
Isobuteen wordt ook gebruikt voor de synthese van methacrylzuur en esters daarvan.

## Synthese
Isobuteen is in de petrochemie een bestanddeel van de lichte C4-fractie die uit een stoomkraker of katalytische kraker afkomstig is. Deze stroom bestaat uit verzadigde en overzadigde koolwaterstoffen met vier koolstofatomen, voornamelijk butaan, isobutaan, 1-buteen, 2-buteen en isobuteen. Deze kunnen in principe gescheiden worden via destillatie; maar het verschil in kookpunt tussen isobuteen en 1-buteen is te klein (slechts 0,6 °C bij normale druk) om deze op een economisch aanvaardbare manier langs die weg te scheiden. Daarom wordt isobuteen gewoonlijk eerst omgezet in een afgeleide stof die wel gemakkelijk kan gescheiden worden van de andere koolwaterstoffen in het mengsel, waarna men de afgeleide stof weer omzet in isobuteen. Die afgeleide stof is bijvoorbeeld MTBE, (het reactieproduct van isobuteen met methanol) of tert-butanol (het reactieproduct van isobuteen met water).
Een veelgebruikte productiemethode is ook de katalytische dehydrogenering van isobutaan.

## Eigenschappen
Isobuteen is een zeer licht ontvlambaar gas dat een explosierisico vertegenwoordigt. Het wordt gewoonlijk opgeslagen als een onder druk vloeibaar gemaakt gas.